# Clarence Clemons
Clarence Clemons, noto anche con lo pseudonimo di The Big Man (Norfolk, 11 gennaio 1942 – Palm Beach, 18 giugno 2011), è stato un sassofonista statunitense, noto per essere stato collaboratore di Bruce Springsteen,  sax tenore della E Street Band e uno dei fondatori della stessa band. Ha pubblicato anche dischi da solista.

## Biografia

### I primi anni
Clemons nacque a Norfolk, in Virginia, l'11 gennaio 1942. Era figlio di Clarence Clemons, Sr., proprietario di una pescheria, e di Thelma. Era il più grande di tre fratelli. Suo nonno era un pastore della Chiesa Battista del Sud e di conseguenza il piccolo Clarence crebbe ascoltando molta musica gospel. All'età di 9 anni suo padre gli comprò un sax alto come regalo di Natale e gli pagò alcune lezioni di musica. Ma ben presto Clarence scelse il sax baritono e iniziò a suonare nella jazz band della sua scuola superiore. Lo zio influenzò profondamente la crescita musicale di Clemons quando gli regalò un disco di King Curtis. Curtis, e la sua musica con The Coasters in particolare, negli anni a seguire avrebbero spinto Clemons ad abbracciare definitivamente il sax tenore. Oltre alla musica, da giovane Clarence dimostrò anche un buon talento come giocatore di football americano. Frequentò il Maryland State College grazie a una borsa di studio ed ebbe modo di suonare e di giocare. Successivamente, a seguito di un incidente in auto, abbandonò definitivamente il sogno di giocare nella Nfl.
Raggiunti i 18 anni, Clemons ottiene la sua prima esperienza in uno studio di registrazione, registrando alcune sessioni con Tyrone Ashley's Funky Music Machine, una band di Plainfield, New Jersey nella quale c'erano Ray Davis, Eddie Hazel e Billy Bass Nelson: tutti i componenti, più tardi, suonarono con i Parliament-Funkadelic. Clemons ebbe l'occasione di suonare anche con Daniel Petraitis, che nel New Jersey e a Nashville era considerato una leggenda.
Queste rare registrazioni sono state poi pubblicate soltanto nel 2007 dall'etichetta Truth and Soul Records nell'album "Let Me Be Your Man".
Tra il 1961 e il 1965 al Maryland State College Clemons Clemons formò la sua prima band The Vibratones che suonava cover di James Brown. Poi, Clemons si trasferì a Newark, nel New Jersey dove fu assunto come educatore al Jamesburg Training School for Boys, in un centro per ragazzi disadattati: vi rimase dal 1962 al 1970.

### Bruce Springsteen e The E Street Band
La storia di come Clemons incontrò per la prima volta Bruce Springsteen è leggenda e anche un divertente aneddoto. Durante i concerti Springsteen è solito introdurre il brano "The E Street Shuffle" con un monologo che racconta come si conobbero tra di loro tutti i componenti della band: la storia è stata immortalata nella canzone "Tenth Avenue Freeze-Out". La prima volta che Bruce incontrò Clemons fu nel settembre del 1971. All'epoca Clemons suonava con Norman Seldin & The Joyful Noyze al The Wonder Bar di Asbury Park, nel New Jersey. Seldin era un musicista del Jersey Shore che, mentre suonava il piano in varie band, aveva una sua etichetta discografica, la Selsom Records. Nel 1969 Clemons aveva inciso un eponimo album con questa band. Nel 2008 alcune tracce di questo album sono state incise nuovamente nella raccolta "Asbury Park — Then And Now" prodotta da Seldin. Fu Karen Cassidy, il cantante dei The Joyful Noyze, a incoraggiare Clemons a incontrare Springsteen che all'epoca suonava con la The Bruce Springsteen Band al vicino locale Student Prince. In molte interviste Clemons racconta di quell'incontro.
(Clarence Clemons)
Molto prima di questo incontro, Clemons e Springsteen si erano mossi artisticamente nel medesimo giro di esibizioni dal vivo. Norman Seldin aveva promosso diverse band locali, tra cui The Motifs dove suonava Vinnie Roslin che più tardi si esibì anche con Springsteen. Il 22 aprile del 1966 Seldin aveva organizzato una competizione tra band chiamata "Matawan-Keyport Roller Drome" a Matawan, New Jersey. Springsteen era tra quelli e suonò assieme al gruppo The Castiles.Billy Ryan, chitarrista dei The Joyful Noyze aveva suonato anche con The Jaywalkers insieme a Garry Tallent e Steve Van Zandt, futuri membri della E Street Band. Lo stesso Clemons si era esibito con Tallent.
Nel luglio del 1972, Springsteen incominciò la registrazione del suo disco di debutto "Greetings from Asbury Park, N.J." e, nelle pause di lavoro, suonava con Clemons e i The Joyful Noyze: in due occasioni si esibirono al The Shipbottom Lounge a Point Pleasant, nel New Jersey. E quando Bruce Springsteen decise di utilizzare un sax tenore per i suoi brani "Blinded By The Light" e "Spirit In The Night" pensò subito a Clemons. In ottobre, Springsteen partì per un tour promozionale per il suo disco e mise su la band con Clemons, Tallent, Danny Federici e Vini Lopez. Il 21 ottobre del 1972 Clemons suonò per l'ultima volta con i Norman Seldin & The Joyful Noyze al Club Plaza a Bayville, nel New Jersey e quattro giorni dopo debuttò con quella che sarebbe diventata la mitica E Street Band, suonando in una memorabile performance al The Shipbottom Lounge.
Tra il 1970 e il 1980 Clemons suonò in tutti gli album incisi da Bruce Springsteen. Nel disco "Born to Run" Clemons regalò meravigliosi assoli di sax nei brani "Thunder Road" e "Jungleland" mentre nell'album "Darkness on the Edge of Town" impreziosì con il suo sax la canzone "Badlands". Nel disco del 1980 "The River" Clemons suonò in "The Ties That Bind", "Sherry Darling", "I Wanna Marry You", "Drive all Night" e "Independence Day" mentre nel 1985 in "Born in the U.S.A." suonò gli assoli di "Bobby Jean" e "I'm Goin' Down".
Al termine di ogni performance, presentando tutti i membri della E Street Band, Springsteen chiamava Clemons come "il più grande uomo che io abbia mai visto", adattandolo alla nazionalità di ogni Paese in cui la band si esibiva come avvenne a Glasgow nel 2009, quando Bruce chiamò l'amico e compagno Clemons come "il più grande scozzese che io abbia mai visto" per la gioia del pubblico.

### Ultimi anni
Nel 2009 pubblicò Big Man - Storie vere e racconti incredibili (uscito in Italia nel marzo 2010), autobiografia scritta da Clemons con Don Reo, con la prefazione di Springsteen e nel 2011 ha preso parte alla canzone e al video di The Edge of Glory di Lady Gaga.
Clemons morì il 18 giugno 2011, a 69 anni, colpito da un ictus, dopo una settimana di ricovero a Palm Beach in Florida. Alla sua morte, è stato sostituito dal nipote Jake, come membro della E Street Band.
Prese parte all'episodio di Tutto in famiglia, Jazz!.

## Discografia
- Clarence Clemons & the Red Bank Rockers
  - Rescue (1983)
- Clarence Clemons
  - Hero (1985)
  - A Night With Mr. C (1989)
  - Peacemaker (1995)
- Aja and the Big Man
  - Get It On (1995)
- Clarence Clemons & Temple of Soul
  - Live in Asbury Park (2002)
  - Live in Asbury Park, Vol. II (2004)
  - Brothers in Arms (2008)
- Bruce Springsteen
  - 1973 - Greetings from Asbury Park, N.J.
  - 1973 - The Wild, the Innocent & the E Street Shuffle
  - 1975 - Born to Run 
  - 1978 - Darkness on the Edge of Town
  - 1980 - The River
  - 1984 - Born in the U.S.A.
  - 1986 - Live/1975-85
  - 1987 - Tunnel of Love
  - 1988 - Chimes Of Freedom
  - 1995 - Greatest Hits
  - 1996 - Blood Brothers
  - 1998 - Tracks
  - 1999 - 18 Tracks
  - 2001 - Live in New York City
  - 2002 - The Rising
  - 2003 - The Essential Bruce Springsteen
  - 2007 - Hammersmith Odeon London '75
  - 2007 - Magic
  - 2008 - Magic Tour Highlights
  - 2009 - Working on a Dream
  - 2010 - The Promise
  - 2012 - Wrecking Ball (tracce 7 e 10)
  - 2014 - High Hopes (tracce 2 e 5)
- Gary U.S. Bonds
  - Dedication (1981)
  - On the Line (1982)
- Ringo Starr & His All-Starr Band
  - Ringo Starr and His All-Starr Band (1990)
- Zucchero Fornaciari
  - Blue's (1987)
  - Oro incenso e birra (1989)
  - Zucchero (1990)
  - Diamante (1994)
  - Spirito DiVino (1995)
- Selected Others
  - Dan Hartman: Images (1976)
  - Southside Johnny & The Asbury Jukes: I Don't Wanna Go Home (1976)
  - Pezband: Pezband (1977)
  - Ronnie Spector & The E Street Band: "Say Goodbye To Hollywood" / "Baby, Please Don't Go" (1977)
  - Scarlet Rivera: Scarlet Rivera (1977)
  - Intergalactic Touring Band: Intergalactic Touring Band (1977)
  - Carlene Carter: Two Sides to Every Woman (1979)
  - Janis Ian: Night Rains (1979)
  - Musicians United for Safe Energy: No Nukes (1979)
  - Michael Stanley Band: Heartland (1980)
  - Joan Armatrading: Me Myself I (1980)
  - Various artists: In Harmony 2 (1981)
  - Greg Lake: Greg Lake (1981)
  - Schwartz: Schwartz (1981)
  - Blue Steel: Nothing But Time (1981)
  - Little Steven & The Disciples Of Soul: Men Without Women (1982)
  - Ian Hunter: All of the Good Ones Are Taken (1983)
  - Silver Condor: Trouble At Home (1983)
  - Michael Stanley: Poor Side of Town (1984)
  - Aretha Franklin: Who's Zoomin' Who? (1985)
  - Twisted Sister: Come Out and Play (1985)
  - Soundtrack: Porky's Revenge (1985)
  - Artists United Against Apartheid: Sun City (1986)
  - Jersey Artists For Mankind: "We've Got The Love" / "Save Love, Save Life" (1986)
  - Various artists: A Very Special Christmas (1987)
  - Narada Michael Walden: Divine Emotions (1988)
  - The Four Tops: Indestructible (1988)
  - Todd Rundgren: Nearly Human (1989)
  - Soundtrack: Home Alone 2 (colonna sonora) (1992)
  - Lisa Stansfield et al.: Swing – Original Motion Picture Soundtrack (1999)
  - Joe Cocker: Unchain My Heart (1990)
  - Nils Lofgren: Silver Lining (1991)
  - Alvin Lee: Zoom (1992)
  - Roy Orbison: King of Hearts (1992)
  - Jim Carroll: A World Without Gravity: Best of The Jim Carroll Band (1993)
  - Dave Koz: Lucky Man (1993)
  - Great White: Sail Away (1994)
  - Luther Vandross: This is Christmas (1995)
  - Craig and Co.: My Newish Jewish Discovery (1997)
  - Various artists: Humanary Stew – A Tribute to Alice Cooper (1999)
  - Nick Clemons Band: In the Sunlight (2001)
  - Creation: World Without Windows (2005)
  - Tyrone Ashley's Funky Music Machine: Let Me Be Your Man (2007)
  - Stormin' Norman & Friends: Asbury Park — Then And Now (2008)
  - Lady Gaga: The Edge of Glory (da Born This Way, 2011)
  - Lady Gaga: Hair (da Born This Way, 2011)

## Come attore
- Come attore interpreta il ruolo del musicista jazz Cecil Powell in New York, New York di Martin Scorsese, 1977 e compare nel ruolo di Mr. Kingsley nel settimo episodio dell'ottava stagione della serie televisiva Il mio amico Arnold, intitolato in originale So You Want to Be a Rock Star?[1].

Tutto in famiglia, stagione 4, episodio 11 jazz
The Wire, stagione 3, episodio 8